# Edwige de Kalisz
Hedwige de Kalisz (en polonais Jadwiga Kaliska) est née vers 1266 et morte le 10 décembre 1339. Elle est reine de Pologne.
De la dynastie des Piasts, elle est la fille de Boleslas le Pieux et de Yolande de Pologne. Elle épouse Ladislas Ier le Bref, à l’époque duc de Sieradz, sans doute le 6 janvier 1293. 
À la suite de la mort de Przemysl II, Venceslas II s’empare du pouvoir et Ladislas Ier le Bref doit fuir le pays. Edwige et ses enfants se cachent à Radziejów. Après quatre ans d’exil, soutenu par le Saint-Empire et la Hongrie, Ladislas rentre en Pologne pour combattre la dynastie tchèque. Après les décès de Venceslas II, et un an plus tard, de Venceslas III, Ladislas s’empare du trône de Cracovie et entame une politique de réunification des territoires polonais. Edwige soutient son mari qui veut se faire couronner roi. Ainsi, elle rencontre personnellement Jan Muskata, l’évêque de Cracovie, un des plus grands ennemis de Ladislas. 
Le 20 janvier 1320, Ladislas Ier le Bref et Edwige sont couronnés roi et reine de Pologne, dans la cathédrale du Wawel, par Janisław, le nouvel archevêque de Gniezno. 
Après la mort de Ladislas Ier en 1333, Hedwige se retire au couvent des Clarisses de Stary Sącz. Elle y décède le 10 décembre 1339. Elle est inhumée dans le couvent.

## Mariage et descendance

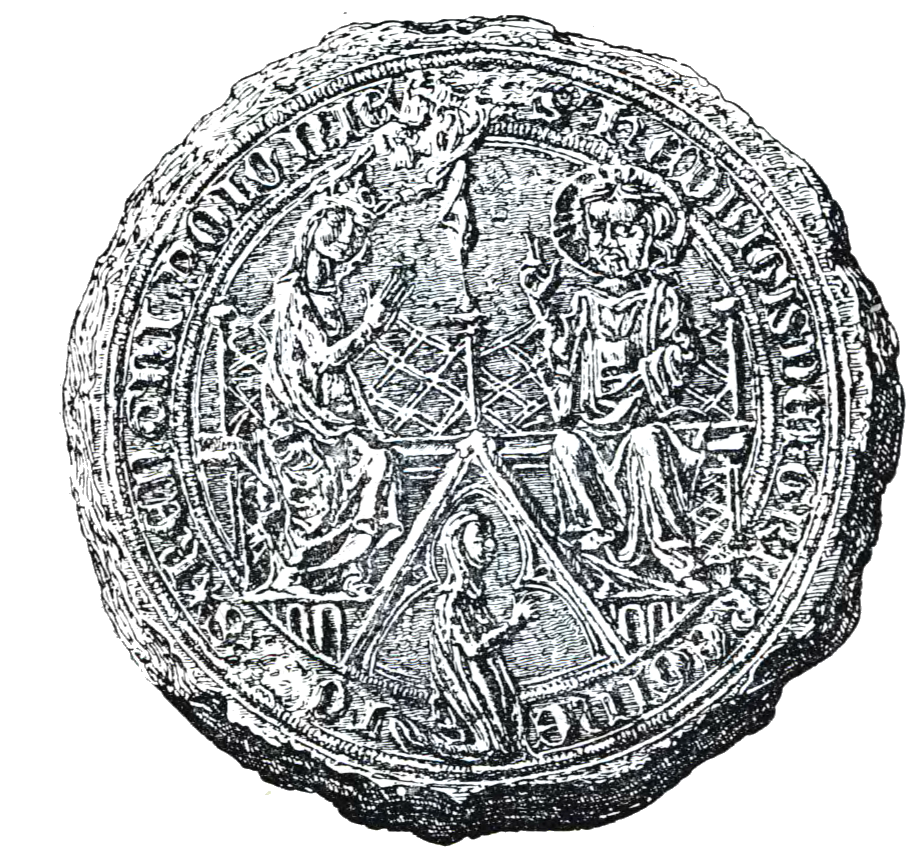

Edwige et Ladislas ont eu cinq enfants : 
- Stéphane (?-1306)
- Ladislas (1297-1311/1312)
- Cunégonde (?-1331)
- Élisabeth (1305-1380)
- Hedwige (?-v.1321)
- Casimir (1310-1370)